# Franz von Werner

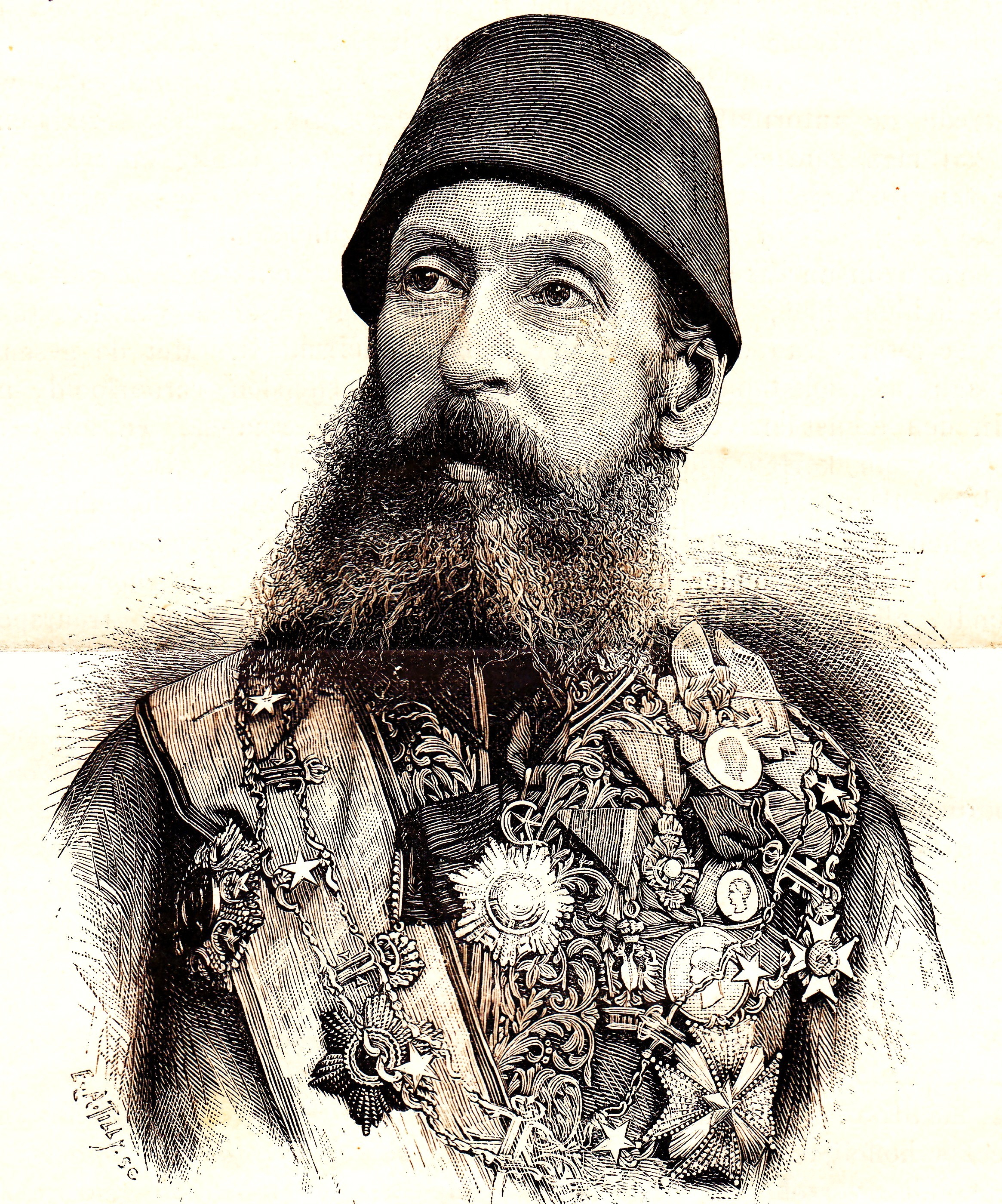
Franz von Werner

Franz von Werner, Pseudonym Murad Efendi oder Murad Effendi (geboren 30. Mai 1836 in Wien; gestorben 12. September 1881 in Den Haag), war ein deutscher dramatischer Schriftsteller und Dichter, türkischer Generalkonsul und Diplomat in osmanischen Diensten.

## Leben
Geboren als Sohn eines kroatischen Gutsbesitzers, trat er nach vollendeten Gymnasialstudien in ein österreichisches Kavallerieregiment und während des russisch-türkischen Krimkriegs als Offizier in die türkische Armee ein. Bereits während dieser Zeit konvertierte er zum Islam.
1856, nach dem Pariser Frieden, wechselte Werner von der Armee in die Politik. Als Sekretär mit besonderen Befugnissen wurde er mit einer außerordentlichen Mission für die Angelegenheiten Montenegros und der Herzegowina betraut und wurde später persönlicher Sekretär des Großwesirs Mehmed Ali Pascha. Er erhielt 1859 Spezialmissionen nach Bukarest, 1860 nach Palermo, wurde 1864 zum türkischen Konsul für das Banat mit dem Sitz in Temesvár, 1872 zum Generalkonsul in Venedig, 1874 zum Generalkonsul in Dresden, 1877 zum Ministerresidenten an den Höfen von Den Haag und von Stockholm und 1880 zum dortigen bevollmächtigten Minister und außerordentlichen Gesandten ernannt. Er starb 1881 in Den Haag, seine Witwe Henriette starb 1887.
Während seines Aufenthalts in Temesvár hatte er seine seit frühester Jugend gepflegten poetisch-literarischen Bestrebungen wieder aufgenommen. Außer den Gedichtsammlungen Klänge aus Osten und Durch Thüringen entstanden nun auch Tragödien, mit denen er einigen Erfolg auf deutschen Bühnen erzielen konnte; aber auch mit Komödien fand er sein Publikum. Mit seinen Türkischen Skizzen legte Werner seine Erfahrungen und Erkenntnisse über die politischen und sozialen Zustände des osmanischen Reiches vor.

## Nachkommen
Sein Sohn Gaston Murad (1867–1936) war als Jurist (Dr. jur.) Beamter im k.k. Ministerium für Landesverteidigung in Wien und 1914 im Büro des Ministers tätig. Er war seit 1900 mit der Malerin und Grafikerin Gabriele Murad-Michalkowski, Vizepräsidentin der Vereinigung bildender Künstlerinnen Österreichs, verheiratet; die beiden hatten die Kinder Zdenka (geb. 1901) und Franz René Murad (geb. 1903).

## Werke
- Klänge aus Osten. Temesvar 1865
- Durch Thüringen. (1870)
- Marino Falieri. Tragödie. Leipzig 1871
- Selim III. Tragödie. (1872)
- Ines de Castro. Tragödie (1872).
- Mirabeau. Tragödie (1875).
- Bogadil. Lustspiel (1874)
- Mit dem Strom. Lustspiel (1874)
- Professors Brautfahrt. Lustspiel (1874)
- Ein Roman. Lustspiel (1875)
- Durch die Vase. Lustspiel (1875).
- Türkische Skizzen. Leipzig 1878 (2 Bde.)
- Ost und West. Gedichte. Oldenburg 1881
- Nassreddin Chodja, ein osmanischer Eulenspiegel (1880)
- Balladen und Bilder (1885)
- Dramatische Werke. Leipzig 1881 (3 Bde.)